# Stazione di Frignano Maggiore
La stazione di Frignano Maggiore era una stazione ferroviaria posta sulla linea Alifana bassa. Serviva il centro abitato di Frignano.

## Storia
La stazione venne attivata il 30 marzo 1913 insieme alla tratta ferroviaria da Napoli a Capua (Alifana bassa).
Nel secondo dopoguerra, a causa della crescente urbanizzazione dell’hinterland napoletano il servizio ferroviario non risultava più adeguato alle esigenze; pertanto il 20 febbraio 1976 l’esercizio venne sospeso, in previsione della costruzione di una nuova linea metropolitana corrente più ad est e che non serve l'abitato di Frignano.

## Strutture e impianti
Il fabbricato viaggiatori è stato utilizzato da un'azienda locale dopo la chiusura della linea, mentre il percorso dei binari è ricalcato dalle strade locali.